# Elmer Ponciano
Elmer Ramón Ponciano Priego (Città del Guatemala, 28 giugno 1978) è un ex calciatore guatemalteco, di ruolo difensore.

## Caratteristiche tecniche
Terzino destro, poteva essere schierato anche come esterno destro.

## Carriera

### Club
Ha giocato nell'Antigua GFC. Nel 2001 è passato al Comunicaciones. Nel 2002 si è trasferito allo Juventud Retalteca. Nel 2004 è stato acquistato dal Jalapa. Nel 2006 torna al Comunicaciones, militandovi fino al 2009. Nell'estate 2009 è stato acquistato dal Peñarol La Mesilla. Nel gennaio 2010 si è trasferito al Zacapa. Nell'estate 2010 è passato all'USAC, con cui ha concluso la propria carriera nel 2011.

### Nazionale
Ha debuttato in Nazionale il 6 marzo 2001, nell'amichevole Guatemala-El Salvador (1-1). Ha messo a segno la sua prima rete con la maglia della Nazionale il 12 ottobre 2005, in Guatemala-Costa Rica (3-1), siglando la rete del momentaneo 1-0 al 2º minuto di gioco. Ha partecipato, con la Nazionale, alla CONCACAF Gold Cup 2005. Ha collezionato in totale, con la maglia della Nazionale, 19 presenze e una rete.

## Palmarès

### Club

#### Competizioni nazionali
- Campionato guatemalteco di calcio: 1

Comunicaciones: 2008-2009
- Coppa del Guatemala: 3

Jalapa: 2004-2005, 2005-2006
Comunicaciones: 2008-2009